# Marsac-en-Livradois
Marsac-en-Livradois är en kommun i departementet Puy-de-Dôme i regionen Auvergne-Rhône-Alpes i centrala Frankrike. Kommunen ligger i kantonen Ambert som tillhör arrondissementet Ambert. År 2022 hade Marsac-en-Livradois 1 391 invånare.

## Befolkningsutveckling
Antalet invånare i kommunen Marsac-en-Livradois
| Referens: INSEE |